# Iudex provinciae
El iudex provinciae (judge provincial) era el governador provincial dels romans al Regne de Toledo.
Cada província tenia un governador romà (iudex o rector provinciae) pagat pel rei, i amb jurisdicció sobre la població romana. Les seves funcions eren judicials i la recaptació d'impostos, que eren principalment dos: els drets duaners (fronteres, ports) i l'impost de comerç. Si el governador era trobat culpable de robatori o d'un altre delicte era destituït i queia en desgràcia. L'import d'allò robat o defraudat havia de ser restituït per ell mateix o els seus hereus. Els governadors tenien instruccions de no maltractar als agents reals sobretot a instigació dels més il·lustres curials o principals.
El governador provincial i les cúries eren obligats a investigar qualsevol denúncia sobre actuacions incorrectes dels exactores i si no realitzaven la investigació podien ser multats amb dos mil cent seixanta sous. També estava obligat a recórrer la província per escoltar les queixes dels grans i petits terratinents sobre la recaptació dels impostos. Era obligat a controlar que el termini de l'exactor no superés el fixat per la llei. L'elecció del càrrec era notificada al governador immediatament.
El governador jutjava els casos entre romans i una bona part d'aquells entre romans i gots. Els colons i esclaus de terres reals eren subjectes també a la jurisdicció del governador o iudex. Els agents de les terres reals podien ser jutjats però no maltractats pel governador. En canvi no podien jutjar les persones de l'antiga classe senatorial (no tots els senadors o terratinents tenien rang nobiliari senatorial), els quals tenien dret a ser jutjats directament pel rei, que normalment delegava a cinc nobles.
En les causes criminals entre ciutadans (gairebé tots ells romans) i soldats (gairebé tots de nacionalitat goda), quan l'acusat era rom actuava el iudex i quan l'acusat era got actuava el jutge militar (got). Però els casos civils, tant entre roman com entre gots i roman, eren vistos pel governador provincial romà (iudex). Si un provincial (ciutadà de províncies) era defraudat per un agent d'una propietat real podia presentar el seu cas davant el rei evitant la jurisdicció del governador provincial.
Els reus en general podien apel·lar al judici del governador (doncs normalment eren jutjats per un funcionari inferior anomenat defensor, al qual després ens referirem), llevat de si es confessaven culpables d'un delicte important (homicidi, adulteri, màgia, enverinament o deutes al Tresor), quan era manifestament culpable o en casos de deutes evidents al Tresor. Probablement en aquests casos l'apel·lació havia de dirigir-se al rei, encara que aquest extrem no és clar.
Com el governador provincial (iudex) no podia entendre en tots els casos civils o criminals els casos menors passaven a un magistrat municipal anomenat defensor, qui no havia de pagar res al governador provincial, i si aquest acceptava un suborn havia de ser destituït i multat amb set-cents vint sous. Si el governador provincial o la Cúria no realitzaven una investigació sobre qualsevol denúncia contra un exactor eren multats amb dos mil cent seixanta sous. Amb el sou del governador provincial es finançava el seu quarter general (Praetorium) sense que pogués imposar càrregues per a aquest fi.
No es coneix molt bé el que llamaríamos el seu equip de govern (officium). Se sap que als governadors provincials no le estava permès contractar a un assistent personal (domesticus) per controlar a qui pretengués arribar fins a ell des d'altres províncies. Sembla que aquestes funcions les realitzava el Cancelarius, que antigament (durant l'Imperi) era designat per l'Officium però que amb els visigots era de nomenament per "el poble". També eren elegits públicament ("pel poble") els comptadors del governador (numerarii). Sembla que la referència al poble com elector, es refereix al bisbe i a la població de la capital provincial.
Els membres de l ’officium no podien acceptar suborns per acceptar litigants i altres persones davant el governador provincial, o per excloure a altres de les audiències; si es comprovava un suborn la pena fixada era la mort, i en tot cas devia comunicar-se al rei. Si un membre de l’officium obligava un pagès a treballar per a ell com esclau, aprofitant el seu càrrec, era condemnat a la pena de mort i confiscació de propietats; les mateixes penes regien per als membres de l’officium que feien ús del bou o de l'esclau d'un pagès, o que acceptaven emoluments (exenia o xenia) o regals, o no els refusaven en cas de ser-los oferts.
Els membres del officium podien comprar i vendre béns però si per fer-ho es valien del seu càrrec perdien allò comprat, sense cap compensació (era freqüent que els comptadors o numerarii, obliguessin a la gent a vendre'ls les seves propietats a un preu inferior al normal).